# Света Параскева (Бер)
Вижте пояснителната страница за други значения на Света Параскева.
„Света Параскева“ (на гръцки: Αγία Παρασκευή) е бивша православна църква, по-късно обърната в мюсюлмански храм в южномакедонския град Бер (Верия), Гърция.

## История
Църквата е построена през средновековието. Била е разположена на пресечката на днешните улици „Кавадия“ и „Платанон“. След османското завоевание в 1433 година, храмът е превърнат в джамия наречена Фърънджъ (Пекарска) или Казанджъ (Казанджийска) джамия (на турски: Fırıncı, Kazancı Camii). Други имена на джамията са Мелик (Melik) или Айъ (Ayı), тоест Мечата джамия. Меча е наречена заради лъвската статуя, която е била разположена до нея, и която днес е на Берския археологически музей. До джамията има фонтан използван за пране, а статуята е използвана за сушене на дрехите, поради което с годините загубва лъвската си форма и заприличва на мечка. Джамията изгаря в големия пожар от 1864 година. В 1920 година отново изгаря при пожар, след което са открити останки от църквата.